# یابوونگ-سامسونه
یابوونگ-سامسونه (به لاتین: Jabłoń-Samsony) یک روستا در لهستان است که در گمینا شپیتووو واقع شده‌است.